# Sima (Burkina Faso)
Pour les articles homonymes, voir Sima.
Sima est une localité située dans le département de Séguénéga de la province du Yatenga dans la région Nord au Burkina Faso.

## Économie
L'activité économique de Sima repose principalement sur l'agriculture avec la production de sorgho, de maïs et de niébé mais aussi de leurs semences. 

## Santé et éducation
Les centres de soins les plus proches de Sima sont le centre de santé et de promotion sociale (CSPS) et le centre médical avec antenne chirurgicale (CMA) de Séguénéga.
Le village possède une école primaire publique et une médersa.